# Bambara (Volk)

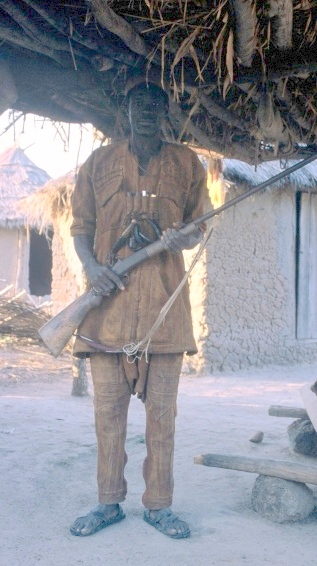
Jäger

Die Bambara (oder Bamana) sind eine ethnische Gruppe in Südost-Mali am mittleren Fluss Niger sowie in den angrenzenden Gebieten Burkina Fasos.

## Verbreitung und Wohngebiet
Die Bambara zählen etwa vier Millionen Menschen. In Mali haben sie einen Anteil an der Gesamtbevölkerung von 38 Prozent und in Burkina Faso rund zwei Prozent.

## Sprache
Die Sprache, das Bambara, gehört zu den Mande-Sprachen innerhalb der Niger-Kongo-Sprachen. Sie ist mit der Sprache Malinké (Dialekt des Mandinka) verwandt.

## Lebensweise und Religion
Die Bambara sind traditionelle Ackerbauern. Die Landwirtschaft bildet auch heute noch die wichtigste Wirtschaftsgrundlage der auf dem Land lebenden Bambara.
Überwiegend aus vorislamischer Zeit stammen zahlreiche menschliche Terracotta-Figuren von Grabstätten aus Djenné und Ségou. 
Die traditionellen Kulte der Bambara waren und sind heute noch eng verbunden mit der Landwirtschaft. Vor allem die Initiationskulte, der Eintritt eines Menschen in neue kulturell bedingte Lebensabschnitte, spielten und spielen eine wichtige Rolle in der Gesellschaft der Bambara. Einzelne Initiationsgesellschaften, die eine enge Kontrolle über und wichtige Erziehungsaufgaben für ihre Mitglieder ausüben und auch als Alters- oder politische Machtbünde fungieren, sind Komo, N'domo, Tyi Wara, Nama und Kore. Sie haben jeweils unterschiedlich gesellschaftliche und spirituelle Funktionen. Ihre Riten sind vor allem durch die je besonderen Masken bekannt, die während der Zeremonien getragen werden. Die Bambara gelten neben den Dogon als die bedeutendsten Schnitzer Malis. Die Kore verwenden Affen-, Löwen-, Hyänen- oder andere Tiermasken, mit denen der Weg zur Gottheit durch ständige Reinkarnation symbolisiert wird. Bekannt sind auch die Antilopen-Tanzaufsätze, die nach der Initiationsgesellschaft Tyi Wara (Chiwara) benannt sind, welche die Verbindung zum Kosmos und zu den Techniken des Ackerbaus herstellt. Nya ist ein Besessenheitskult in Südost-Mali ohne Masken. Auch er wird den Machtbünden zugerechnet.
Ein wesentlicher Teil der Bambara sind heute Anhänger des Islam, sie halten aber zum Teil an ihren alten Gebräuchen fest, traten sie doch erst viel später als andere Völker in diesem Raum zum Islam über. So gingen die Islamisierungswellen im 19. Jahrhundert an den Bambara relativ spurlos vorüber. Erst mit dem Ausbreiten der französischen Kolonisation und deren Ideologien setzte um 1912 der Übertritt zum Islam oder zu einem geringeren Maße zum Christentum ein. Diese Entwicklungen sind auf eine bewusste Abgrenzung bzw. Annäherung an die durch die französische Kolonialmacht proklamierten Zivilisationsansprüche zurückzuführen, die die Afrikaner aus westlicher Sicht erfüllen sollten. Dieser Prozess war keineswegs auf die Bambara beschränkt, sondern fand verstärkt im gesamten subsaharanischen Raum statt, wo Islam und christliche Kolonialisatoren im 20. Jahrhundert aufeinander trafen. Nach dem Zweiten Weltkrieg gewann der Islam jedoch rasch Anhänger.